# Edmar Halovskyi de Lacerda
Edmar Halovskyi de Lacerda (Ucraniano: Едмар Галовський де Ласерда, Mogi das Cruzes, Brasil, 16 de junio de 1980), nacido como Edmar de Lacerda Aparecida y conocido como Edmar; es un futbolista brasileño nacionalizado ucraniano, que actualmente juega de mediocampista en el F.C. Metalist Járkov de Ucrania, así como en la selección de fútbol de ese país desde que obtuvo dicha nacionalización. 

## Biografía
Su carrera internacional en Ucrania empezó el 10 de agosto de 2011, cuando fue llamado a jugar en la selección de ese país por haber obtenido la nacionalización y debutó en un amistoso contra Suecia, en la que perdió por 0-1. El 15 de noviembre de 2013, fue fundamental para la clasificación (Que no se logró) de UEFA para la Copa Mundial de Fútbol de 2014, al haber ayudado a ganar al equipo francés por 2-0.
El 13 de diciembre de 2008, se casó con Tetiana Halovskyi, una mujer oriunda del Raión de Simferopol. Desde entonces, adquirió el apellido de su esposa.
El 20 de julio de 2014, fue citado al ejército ucraniano en medio del conflicto generado por la Conflicto armado en el este de Ucrania de 2014.

## Clubes
| Club                           | País    | Año           |
| ------------------------------ | ------- | ------------- |
| Paulista FC                    | Brasil  | 2000-2001     |
| SC Internacional               | Brasil  | 2001-2002     |
| FC Tavriya Simferopol          | Ucrania | 2002-2007     |
| FC Metalist Járkov             | Ucrania | 2007-presente |
| Selección de fútbol de Ucrania | Ucrania | 2011-presente |